# Martin Grichting
Martin Grichting (* 22. Juli 1967 in Zürich) ist ein Schweizer römisch-katholischer Kirchenrechtler und Priester im Bistum Chur.

## Leben
Martin Grichting studierte Theologie und Kirchenrecht in Fulda, München und Rom. Am 13. September 1992 empfing er in Chur die Priesterweihe. 1997 wurde er an der Päpstlichen Universität vom Heiligen Kreuz mit der Arbeit „Kirche oder Kirchenwesen? – Zur Problematik des Verhältnisses von Kirche und Staat in der Schweiz, dargestellt am Beispiel des Kantons Zürich“ promoviert. 2006 habilitierte er sich im Fach Kirchenrecht an der Ludwig-Maximilians-Universität München mit der Schrift „Das Verfügungsrecht über das Kirchenvermögen auf den Ebenen von Diözese und Pfarrei“. Grichting unterrichtet seit 2008 Kirchenrecht an der Päpstlichen Universität vom Heiligen Kreuz in Rom.
Martin Grichting war als Pfarrer der Bündner Oberländer Gemeinde Surcuolm (1998–2005) sowie als Pfarradministrator von Obersaxen (2005–2008) tätig. 2007 wurde er Vizedekan des Dekanates Surselva. Am 1. Juli 2008 wurde er durch Bischof Vitus Huonder zum Bischofsvikar für die Koordination der Bistumsleitung und das Stiftungswesen im Bistum Chur ernannt. Zudem ist er Vizeoffizial und Residierender Domherr in Chur und Diözesanrichter im Erzbistum Vaduz. Er wurde als Konsultor der Kongregation für den Klerus sowie in die Kommission Kirche-Staat der Schweizer Bischofskonferenz berufen. Am 8. Dezember 2009 ernannte ihn Bischof Vitus Huonder zum Generalvikar für das Bistum Chur. Dieses Amt erlosch mit der Annahme des Rücktrittsgesuch des Bischofs und dem damit bedingten Eintritt der Sedisvakanz im Bistum Chur. Der Apostolische Administrator Pierre Bürcher ernannte Grichting jedoch zu seinem Delegierten und zum Moderator der Diözesankurie.
Papst Benedikt XVI. ernannte ihn am 15. Januar 2011 zum Päpstlichen Ehrenprälaten. Grichting ist Ehrenkaplan des Malteserordens.

## Positionen
In seinem 2018 erschienenen Buch Im eigenen Namen, in eigener Verantwortung – Eine katholische Antwort auf den Pluralismus plädiert er in Zeiten der Digitalisierung und Globalisierung für eine neue Verhältnisbestimmung und mehr Trennung zwischen Kirche und Staat. Religionsgemeinschaften vertreten nach seiner Ansicht absolute Wahrheiten, der säkulare Staat dagegen werde durch Demokratie, Gleichbehandlung und Rechtsstaatlichkeit bestimmt. Die Kirche solle sich daher auf ihren Kernauftrag der Glaubensvermittlung besinnen. Die Umsetzung in Familie, Beruf und Politik könne oft unterschiedlich aussehen. Das Christentum habe aber wichtige Voraussetzungen und unaufgebbare Werte wie Menschenwürde, Nächstenliebe und Frieden für das Gemeinwesen bereitgestellt, die der Staat und seine Institutionen nicht selbst erbringen und garantieren können.
Anfang 2023 bezeichnete er die Kommunikation zahlreicher Klimaschutzinitiativen als „Absage an das Christentum“ und „Apokalyptik“. Es sei klar, dass die Geschichte „in das ewige Reich Gottes“ führe.

## Schriften
- Kirche oder Kirchenwesen? Zur Problematik des Verhältnisses von Kirche und Staat in der Schweiz. Universitäts-Verlag Freiburg (Schweiz) 1997, ISBN 3-7278-1107-2.
- Chiesa e stato nel cantone di Zurigo. Un caso unico nel diritto ecclesiastico dello stato nei confronti della chiesa cattolica. Herder, Rom 1997, ISBN 88-85876-38-2.
- Die Umschreibung der Diözesen. Die Kriterien des II. Vatikanischen Konzils für die kirchliche Zirkumskriptionspraxis. Lang, Frankfurt 1998, ISBN 3-631-33946-1.
- Das Verfügungsrecht über das Kirchenvermögen auf den Ebenen von Diözese und Pfarrei. EOS, St. Ottilien 2006, ISBN 978-3-8306-7279-1.
- Im eigenen Namen, in eigener Verantwortung. Eine katholische Antwort auf den Pluralismus. fontis, Basel 2018, ISBN 978-3-03848-143-0.
- Religion des Bürgers statt Zivilreligion. Zur Vereinbarkeit von Pluralismus und Glaube im Anschluss an Tocqueville (= Schwabe reflexe. Band 81). Schwabe, Basel 2024, ISBN 978-3-7965-5060-7.